# Kann-Olle
Kann-Olle är en sjö i Falu kommun och Sandvikens kommun i Dalarna och ingår i Gavleåns huvudavrinningsområde. Sjön har en area på 0,077 kvadratkilometer och ligger 237,2 meter över havet.

## Delavrinningsområde
Kann-Olle ingår i det delavrinningsområde (672222-152623) som SMHI kallar för Ovan 672132-152950. Medelhöjden är 207 meter över havet och ytan är 14,48 kvadratkilometer. Det finns inga avrinningsområden uppströms utan avrinningsområdet är högsta punkten. Vattendraget som avvattnar avrinningsområdet har biflödesordning 3, vilket innebär att vattnet flödar genom totalt 3 vattendrag innan det når havet efter 66 kilometer. Avrinningsområdet består mestadels av skog (94 procent). Avrinningsområdet har 0,36 kvadratkilometer vattenytor vilket ger det en sjöprocent på 2,5 procent.